# 天草四郎
天草 四郎（あまくさ しろう、元和7年〈1621年〉? - 寛永15年2月28日〈1638年4月12日〉）は、江戸時代初期のキリシタンで、島原の乱における一揆軍の中心人物とされる。
本名は益田 時貞（ますだ ときさだ、旧字体：益󠄁田 時貞）。洗礼名は当初は「ジェロニモ（Geronimo）」だったが、のちに「フランシスコ（Francisco）」に改める。一般には天草四郎という名で知られる。また、後述の通り、豊臣秀頼の落胤であったとする伝説もあるが、信憑性は低い。

## 生涯
出生については、上天草市大矢野町の武家の出身と考えられている。 時貞の母が松平伊豆守の取り調べを受けた時の申立てによると、時貞は肥後国宇土郡江部村（現在の宇土市旭町）で育ち、事件の発生の直前に父に伴われて、大矢野村の親戚のもとに行ったらしい。肥後の生まれであることは、ドアルテ・コレテの手記からも確認できる。学問修養のために何度か長崎を訪れ、一揆直前に父に伴われて天草へ移ったという。キリスト教には長崎で入信したと推測される。なお信憑性は低いが時貞が長崎の浜町に住んでいて、その屋敷跡がのちまで残っていたということが『長崎地名考』に載っている。
生涯については、生まれながらにしてカリスマ性があったという。また、経済的に恵まれていたため、幼少期から学問に親しみ、優れた教養があったようである。小西氏の旧臣やキリシタンの間で救世主として擁立、神格化された人物であると考えられており、様々な奇跡（盲目の少女に触れると視力を取り戻した、海面を歩いた、手から鳩を出したなど）を起こしたという逸話もある。もっとも、このような類の逸話は、イエス・キリストが起こした奇跡として新約聖書の四つの福音書にも多数書かれており、上記の逸話は四郎の名声を高める目的でこれら福音書の言い伝えを参考に創作されたと見ることもできる。
寛永14年（1637年）に勃発した島原の乱ではカリスマ的な人気を背景に一揆軍の総大将となる（「山田右衛門作口書写」）。戦場では十字架を掲げて軍を率いたとも伝わるが、四郎本人はまだ10代半ばの少年であり、実際に乱を計画・指揮していたのは浪人や庄屋たちで、四郎は一揆軍の戦意高揚のために浪人や庄屋たちに利用されていたに過ぎないと見られている。
神秘に包まれた天草四郎だが、乱の当時キリシタンや農民たち一揆軍を率いた総大将の天草四郎を久留米の商人が目撃したという古文書がある。
同資料は美濃紙48枚に書かれた53点の古文書で、熊本藩、久留米藩などが大坂城代や目付にあてた乱当時の報告書などである。中でも注目されるのは熊本藩家老の長岡監物が阿部備中守（大坂城代）にあてた四郎の目撃情報で、1637年11月14日から16日までの合戦で、3500人の一揆勢が唐津藩の三宅藤兵衛（富岡城番代）の首を打ち取るなど勝利を収めた際、本渡町に滞在中だった久留米城下の商人の与四右衛門が、実際に見た合戦を幕府側の文書に書き付け、次のように証言している。
キリシタン軍は14日、本渡へ陸と海から攻め寄せる。四郎は船で本渡町茂木根に上陸し、馬に乗る。その時の出で立ちは、「白い絹の着物を着て、はかまを着て、頭には苧（からむし）を三つ組にしてあて、緒をつけのど下にてとめ、額には小さな十字架を立てていた。手には御幣を持って、一揆軍を指揮していた」と詳細な描写をしている。
翌日、島原から一揆軍の応援に来ていた知り合いの大膳（宿主）らと共に船ばたへ行くと、四郎は島原藩の藩主・松倉勝家から奪った80丁立ての船に乗っていた。「私は大膳に会ったとき、四郎を見た」と証言している。商人の立場なので、両軍を自由に往来でき、四郎を間近で見ることができたと思われる。

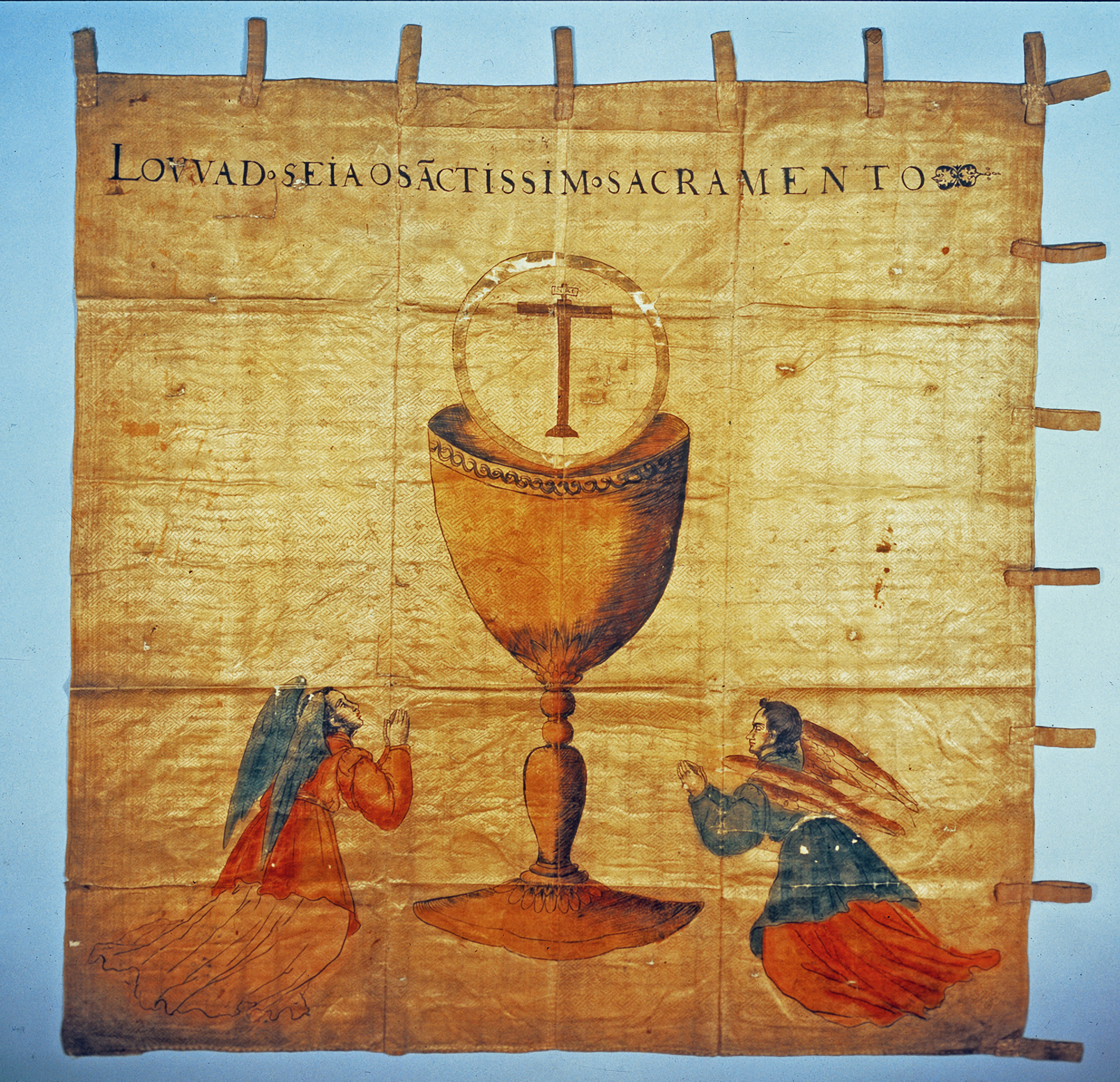
天草四郎が使ったとされる旗印（天草切支丹館所蔵）

12月、一揆軍は当時すでに廃城となっていた原城に立てこもり、幕府軍の板倉重昌を敗死させるなどしたが、3ヵ月に及ぶ籠城戦を水利があったため続けたものの、最終的には食料も弾薬も尽きて原城は陥落し、一揆軍は幕府軍の総攻撃によって全滅させられた。幕府軍の記録では、内通者の山田右衛門作ただ一人を除いて一揆軍は皆殺しにされたと言われるが、幕府軍の総攻撃が行われる前に1万人以上が投降して生き延びたとする説もある。この時、四郎も原城の本丸にて幕府方の肥後細川藩士・陣佐左衛門に討ち取られたと伝えられる。四郎の首は、原城三の丸の大手門前、そして長崎出島の正面入り口前に晒された。なお、このとき幕府側には天草四郎の姿や容貌の情報が全く伝わっておらず、幕府軍の陣には四郎と同じ年頃と見られる少年たちの首が次々に持ち込まれたものの、幕府軍はどれが本物の四郎の首であるか分からなかったため、以前から幕府軍に捕えられていた四郎の母（洗礼名：マルタ）にこれらの首を見せたところ、母は陣佐左衛門が持って来た首を見て顔色を変え、その場で泣き崩れた。これにより、幕府軍は佐左衛門が持って来た首を四郎の首と断定したという（細川藩資料『肥前国有馬戦記』）。
2024年、天草キリシタン館で1638年3月1日に細川忠利が木下延俊宛に送った書状が発見された。そこには、原城に乗り込んだ細川勢が「四郎の家を火矢で焼き、出てきたところを神野佐左衛門が討ち取った」との記載があり、「神野佐左衛門」は身分の低い雑兵であったと推定されている。
現在、原城跡をはじめ天草、島原など至る所に天草四郎をイメージした銅像が建てられている。また、四郎の母が建立したと思われる墓石が後年民家の石垣から発見され、原城跡に移築された。

## 家族
- 父：益田好次
- 母：渡辺伝兵衛女、千束善右衛門妹
- 姉：善（福）
- 姉：つる
- 妹：万
- 妻：有家監物の娘

また、尾張徳川家の蔵書などを所蔵する名古屋市蓬左文庫に収められていた「天草陣雑記」において、四郎が妻帯していたと思われる記述が見つかっている。それによると、妻は有家監物の娘とされている。
天草四郎が豊臣秀頼の落胤であるとする説は、四郎の馬印が豊臣秀吉のものと同じ瓢箪であることなどから、大坂夏の陣において死亡したはずの秀頼が大坂城を脱出して薩摩国へ逃れていたとする論拠で、豊臣家権威の糾合を図ったとも考えられている。「豊臣秀綱」という名があったと鹿児島所有の書物に記されている。

## 天草四郎ミュージアム

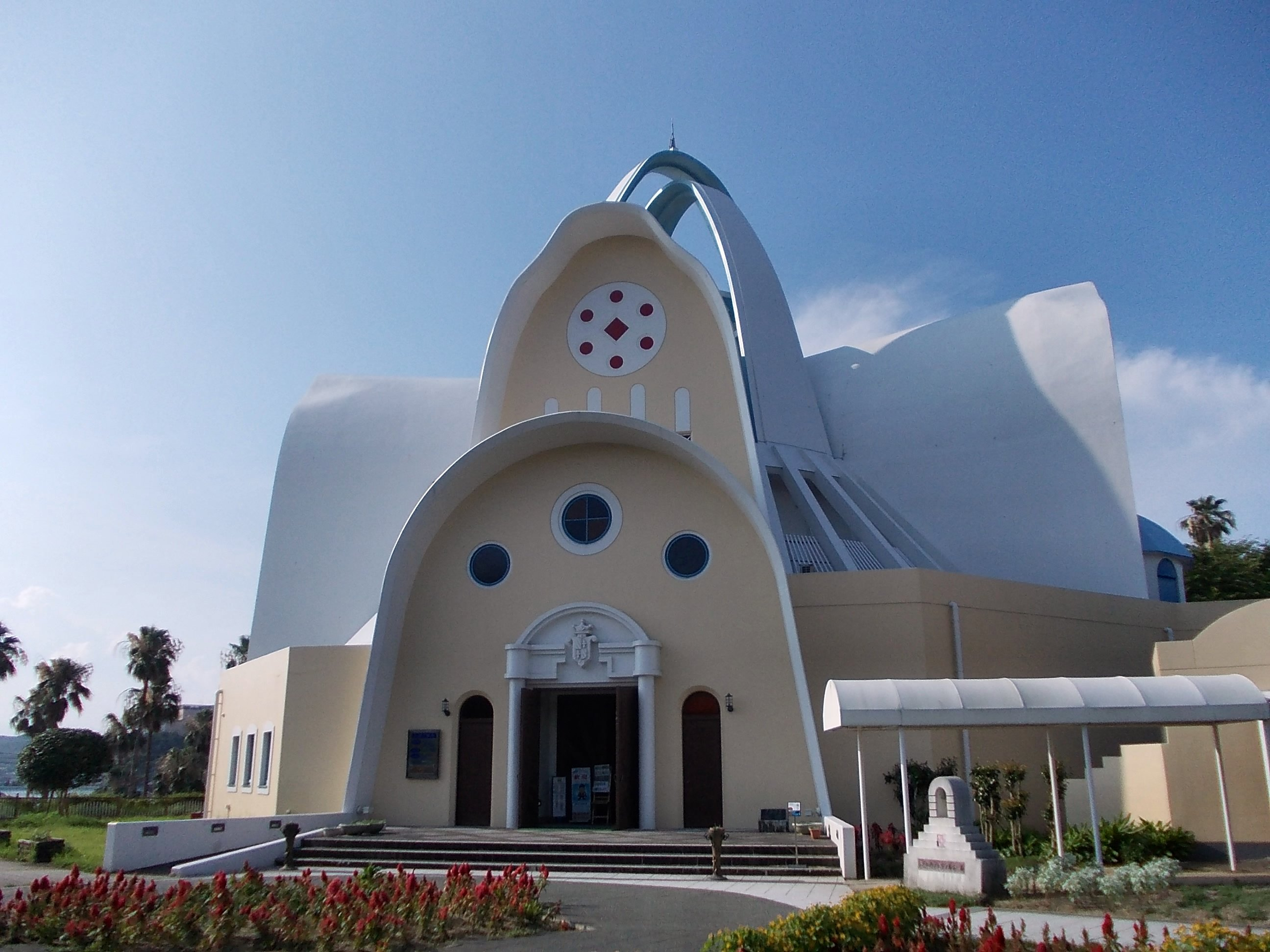
天草四郎ミュージアム

天草四郎ミュージアムは、熊本県上天草市にある記念館。2018年、「天草四郎メモリアルホール」から名称変更。
天草四郎を中心に、天草・島原の乱、当時の南蛮文化、キリスト教伝来の様子などを紹介している。
- 住所 - 熊本県上天草市大矢野町中977-1
- アクセス - 熊本桜町バスターミナル・熊本駅より九州産交バスあまくさ号に乗車し「さんぱーる」下車すぐ。自家用車の場合、九州自動車道松橋インターチェンジより35㎞。
- 駐車場 - 有

### 四郎法度書
四郎法度書（しろうはっとしょ）とは、一揆の指導層が原城内の一揆勢に対して寛永15年2月1日付、「益田四郎　ふらんしすこ」名義で発布した文書。

無理やりキリシタンにさせられた者の赦免を認めるという通告に際して、「天草四郎の意思」を示すことで一揆勢の動揺を防ごうとした。一揆への参加を「神の慈悲に応えるための奉公」として捉え、一揆からの離脱を戒めている。上天草市の天草四郎ミュージアムに、その複製が展示されている。

## 天草四郎を主題とする作品
実像についてはほとんど史料がなく、様々な創作作品の影響で、昭和初期には天正遣欧少年使節や支倉常長の肖像などから発想を得たと思われる、華美な羽織・マント・襞襟を身に纏った姿がステレオタイプの像となった。戦後の一部の作品では女性説を採用したものも登場している。ただし、『天草軍記』のような初期の軍記本では、天草四郎も普通の武士の子として描かれており、時代によるイメージの変遷は激しい。
小説
- 『魔界転生』 - 山田風太郎
- 『天草四郎の犯罪』 - 西村京太郎
- 『デウスの棄て児』 - 嶽本野ばら
- 『奇蹟:風聞・天草四郎』 - 立松和平
- 『アニマの鳥』 - 石牟礼道子
- 『髑髏検校』 - 横溝正史
- 『Fate/Apocrypha』- 東出裕一郎

映画
- 『天草四郎時貞』（1962年）- 演：大川橋蔵
- 『魔界転生』
  - 1981年版 - 演：沢田研二
  - 2003年版 - 演：窪塚洋介

OV
- 『魔界転生 The ARMAGEDDON』（1996年）- 演：吉田晃太郎

ドラマ
- 『時空警察 PART5 史上最悪の大虐殺 豊臣秀吉VS時空警察』（2005年） - 演：須賀貴匡

演劇作品
- 『炎の天草灘』（1972年9月） - 演：甲にしき
- 『ロック・ミュージカル 天草四郎』（1978年） - 演：沢田研二
- 『柳生十兵衛 魔界転生』 - 演：志穂美悦子
- 『SHIROH』（2004年） - 演：上川隆也 / 中川晃教
- 『のうみん』（2017年9月）-劇団そとばこまち
- 『もうひとつの地球の歩き方 〜How to walk on another Earth.〜 』（2018年1月-2月）- 演：虚構の劇団 作・演出：鴻上尚史
- 『MESSIAH -異聞・天草四郎-』（2018年7月-10月） - 演：宝塚歌劇団 明日海りお
- 舞台『魔界転生』（2018年10月-12月）- 演：溝端淳平　演出：堤幸彦　脚本：マキノノゾミ

アニメ
- 『魔界転生』（1998年） - 声：置鮎龍太郎
- 『Fate/Apocrypha』- 声：内山昂輝

漫画
- 『魔界転生』
  - 1986年版 - 石川賢
  - 1999年版 - とみ新蔵
  - 『魔界転生-夢の跡』（1997年）- 鳥羽笙子
  - 『魔界転生-聖者の行進』（2003年）- 九後奈緒子
  - 『十 〜忍法魔界転生〜』（2013年）- せがわまさき

- 『花影戦記 妖魔降臨』（1997年）- 原作：鷹司・作画：島崎譲
- 『SHIMAVARA』（1999年） - 藤田貴美
- 『AMAKUSA1637』（2006年） - 赤石路代
- 『麗島夢譚』（2006年） - 安彦良和
- 『神（デウス）の御子 天草四郎物語』 - いがらしゆみこ
- 『天草四郎』 - 草場道輝
- 『Fate/Apocrypha』- 原作：東出裕一郎・キャラクター原案：近衛乙嗣・作画：石田あきら

ゲーム
- 『オランピアソワレ』（2020年） - 声:上村祐翔
- 『サムライスピリッツ 天草降臨』（1996年） ‐ SNK
- 『影の伝説』 ‐ タイトー　上述の華美な羽織・マント・襞襟を身に纏った姿のイメージを持つキャラクター、「雪草妖四郎」が最終ボスとして登場する。
- 『Fate/Grand Order』- 声：内山昂輝
  - 『Fate/Grand Order Arcade』- 声：内山昂輝

歌謡曲
- 『南海の美少年』（1961年） - 橋幸夫
- 『シマバラン伝説』（2012年）- 天草四郎と島原DE乱れ隊『戦国鍋TV』の「ミュージック・トゥナイト」内でのユニット。

絵画
- 勝田哲『天草四郎肖像』（1929年） - 島原城蔵。第10回帝展特選。
- 鶴田一郎『天草四郎「祈り」』（2002年） - 天草キリシタン館蔵。

彫刻
- 亀井勇『天草四郎像』（1967年） - 天草キリシタン館に建立。
- 北村西望『信念にもゆる天草四郎』（1973年） - 原城本丸跡と西望記念館に建立。

人形
- 清水真理『天草四郎』（2012年） - 天草キリシタン館蔵。